# ماكس شيلر
ماكس شيلر (بالألمانية: Max Scheler)‏ فيلسوف وعالم ألماني (22 أغسطس 1874 - 19 مايو 1928) (25 ديسمبر 1642 - 20 مارس 1727)

## حياته
ولد ماكس شيلر في ميونيخ، ألمانيا، وكان والده لوثريا ووالدته اورثوذوكسية يهودية، وكمراهق انعطف إلى الكاثوليكية ربما بسبب مفهومها عن الحب. درس شيلر الطب في ميونيخ وبرلين، والفلسفة وعلم الاجتماع في العام وحصل على الدكتوراه في عام 1897، وعمل كأستاذ مساعد في جامعة يينا. أبدى طوال حياته اهتماما قويا بالفلسفة البراغماتية الاميركية. درس في جامعة يينا من 1900 إلى 1906، حيث التقى الفينومينولوجي الشهير ادموند هوسرل. قدم رسالة الماجستير تحت عنوان «التحقيقات المنطقية» عام (1900-1901)، و«الأفكار» عام (1913)، وقال انه أيد تحفظات هيدجر في «الكينونة والزمن» الذي التقاه أيضا في أوقات مختلفة.
درس في جامعة ميونيخ في الفترة (1907-1910) وانضم إلى دائرة علم الظواهر. ألقي القبض عليه بسبب أمور شخصية بين الجامعة الكاثوليكية ووسائل الاعلام المحلية الاشتراكية، مما أدى إلى فقدان منصبه في التدريس في ميونيخ عام 1910.
من 1910 حتى 1911 حاضر شيلر في الجمعية الفلسفية في جوتجين، وأثر في الأوساط الكاثوليكية حتى يومنا هذا، بما في ذلك تلميذته إديث شتاين والبابا يوحنا بولس الثاني الذي كتب أطروحته الافتتاحية ومقالات عديدة عن فلسفة شيلر.
في حين انتهى زواجه الأول بالطلاق، تزوج شيلر من ماريت فورتوانجلر في عام 1912، خلال الحرب العالمية الأولى (1914-1918) وكان مجندا ولكنه أعفي من التجنيد بسبب مرض في عينيه.
في 1919 أصبح أستاذا للفلسفة وعلم الاجتماع في جامعة كولونيا. مكث هناك حتى عام 1928. وفي عام 1927 حضر مؤتمر في دارمشتات قرب فرانكفورت، وألقى شيلر محاضرة مطولة بعنوان: «مكانة الإنسان في الكون» وكان معروفا بأسلوب الخطابة المؤثر.
وجهت له عدة دعوات، من الصين والهند واليابان وروسيا والولايات المتحدة. كان شيلر الباحث الوحيد بين المثقفين الألمان الذين حذروا في وقت مبكر وفي خطب عامة، من مخاطر تنامي الحركة النازية والماركسية. «السياسة والأخلاق»، «فكرة السلام الأبدي ومبدأ السلام» كانت مواضيع الخطابات التي ألقاها في برلين عام 1927.
تحليلاته على الرأسمالية كشفت وفق حساباته، أنها توجه عقلي للنمو على الصعيد العالمي بدلا من كونها نظاما اقتصاديا. بينما الرأسمالية الاقتصادية ربما تجد بعض جذورها لدى الكالفينية (ماكس فيبر)، الذي يعتبر في حد ذاته توجه عقلي، ومع ذلك، يظهر أن تكون جذورها في العصر الحديث في اللاوعي حيث اللهفة والقلق التي يعبرعنها في الاحتياجات المتزايدة للمال، والحماية والضمانات الشخصية، فضلا عن الإدارة الرشيدة للوجود، ومع ذلك، فإن تبعية قيمة الفرد إلى هذا الاتجاه العقلي كان سببا كافيا عند شيلر لشجبها والتنبؤ بكل حقبة جديدة من الثقافة والقيم، وهو ما يسمى بـ «العصر العالمي للتكيف».
دعا شيلر أيضا إلى قيام جامعة دولية تنشأ في سويسرا. وكان يدعم برامج مثل «التعليم المستدام»، وعلى ما يبدو أنه أول من دعا إلى «الولايات المتحدة الأوروبية». وأعرب عن أسفه للفجوة الموجودة بين القوة والعقل في ألمانيا، واعتبر أن الفجوة قد تكون مصدرا لديكتاتورية وشيكة د، وأكبر عقبة لإرساء الديمقراطية الألمانية. بعد خمس سنوات من وفاته، طمست النازية (الدكتاتورية 1933-1945) عمل شيلر.
توفي شيلر في فرانكفورت 1928، 19 مايو، ودفن مع زوجته الثالثة ماريا ني شو، في كولونيا.

## روابط خارجية
- ماكس شيلر على موقع الموسوعة البريطانية (الإنجليزية)